# وینیارد، ساسکاچوان
وینیارد، ساسکاچوان (به انگلیسی: Wynyard, Saskatchewan) یک منطقهٔ مسکونی در کانادا است که در ساسکاچوان واقع شده‌است. وینیارد ۵٫۲۹ کیلومتر مربع مساحت و ۱٬۷۶۷ نفر جمعیت دارد و ۵۵۱ متر بالاتر از سطح دریا واقع شده‌است.